# Amazona lilacina
El loro de lores rojas, loro de cachetes amarillos ecuatoriano o amazona frentirroja ecuatoriana (Amazona lilacina) es una especie de ave psitaciforme de la familia de los psitácidos originaria del oeste de Ecuador. Se considera todavía una subespecie del loro cachete amarillo, aunque Birdlife International la considera una especie separada.

## Taxonomía
Este taxón fue descrito originalmente en el año 1844 por el médico cirujano, zoólogo y naturalista francés René Primevère Lesson.

## Distribución
es nativa de los bosques secos tropicales del oeste de Ecuador al norte del golfo de Guayaquil, extendiéndose hasta Nariño en el extremo suroeste de Colombia adyacente a la frontera con Ecuador, donde se cruza con la subespecie A. a. salvini. 

## Descripción
Es un loro de tamaño mediano que mide en promedio 34 cm, con un plumaje principalmente verde. Al igual que el loro cachete amarillo, tiene la frente roja y mejillas amarillas; sus características distintivas incluyen un pico completamente negro y plumas con punta lila en su corona.

## Comportamiento

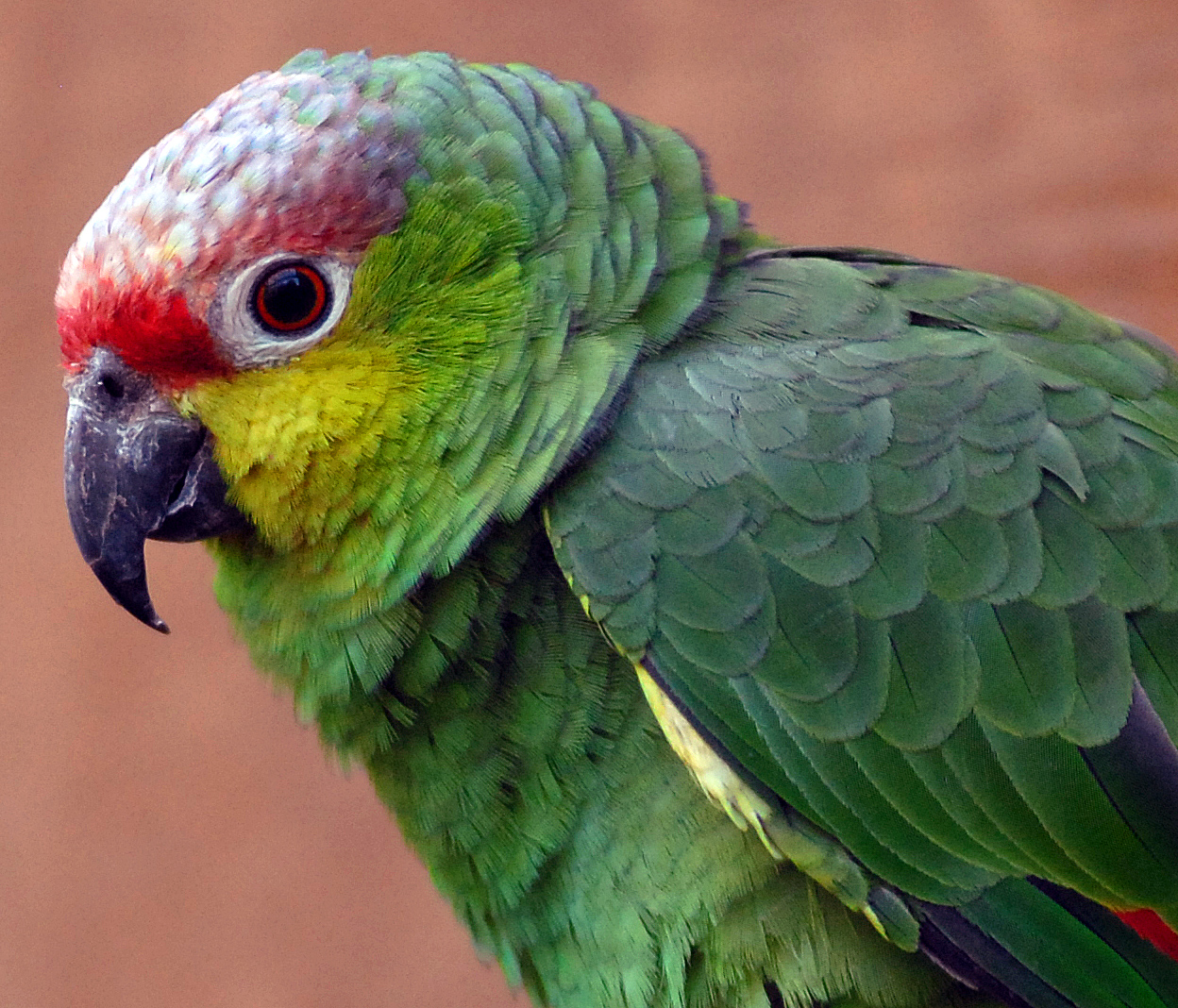
Amazona autumnalis lilacina.

Este loro es conocido por su naturaleza gentil y tímida. En la naturaleza evita la confrontación con los intrusos, optando por buscar refugio en el follaje cercano hasta que haya pasado el peligro. Por lo general, pasa tiempo en grupos de tamaño pequeño a mediano, con los que duerme por la noche; muchas aves se aparean monógamamente dentro del grupo más grande, y con mayor frecuencia se las ve volando en parejas.

### Alimentación
Su dieta consiste principalmente en frutas, nueces, bayas y semillas. Como la mayoría de los loros, posee un pico poderoso; su lengua diestra también ayuda a descomponer y consumir un conjunto diverso de alimentos.

### Reproducción
La madurez sexual se alcanza a los tres o cuatro años de edad. Como la mayoría de los loros, es monógamo y anida en cavidades. La hembra pondrá de dos a cuatro huevos en la cavidad de un árbol y los incubará por un período de tres semanas; los polluelos empluman unos dos meses después de la eclosión. 

## Amenazas y conservación
De acuerdo con la Lista Roja de la UICN, este loro está catalogado como especie en peligro crítico de extinción, debido a que su población disminuyó drásticamente como resultado de la deforestación y el comercio ilegal como mascotas.